# 엘렌둥근잎박쥐
엘렌둥근잎박쥐(Hipposideros marisae)는 잎코박쥐과에 속하는 박쥐의 일종이다. 코트디부아르와 기니, 라이베리아에서 발견된다. 자연 서식지는 아열대 또는 열대 기후 지역의 건조립과 습윤 저지대 숲, 습윤 산지림, 동굴이다. 서식지 감소로 위협을 받고 있다.